# طفلان مسلم (مجموعه تلویزیونی)
طفلان مسلم یک مجموعه تلویزیونی محصول سال ۱۳۸۷ به کارگردانی و تهیه‌کنندگی مجتبی یاسینی، نویسندگی بابک صفی‌خانی می‌باشد که از شبکه دو پخش شد. 
این مجموعه در قالب نمایش به اخلال و سیره محمد، اهل بیت و بیان فلسفه قیام عاشورا می‌پردازد.

## بازیگران
- شهرام عبدلی
- جهانگیر الماسی
- آذر سماواتی
- امیررضا زادسر
- شمسی فضل‌الهی
- محمد احسان عارف
- محمد عمرانی
- محمود جعفری
- منیژه دلدارگلچین